# Kuzino
Kuzino – osiedle typu miejskiego w Rosji, w obwodzie wołogodzkim. W 2010 roku liczyło 1131 mieszkańców.